# Otzweiler
Ne doit pas être confondu avec Otzwiller.
Otzweiler est une municipalité allemande située dans le land de Rhénanie-Palatinat et l'arrondissement de Bad Kreuznach.